# Gozo

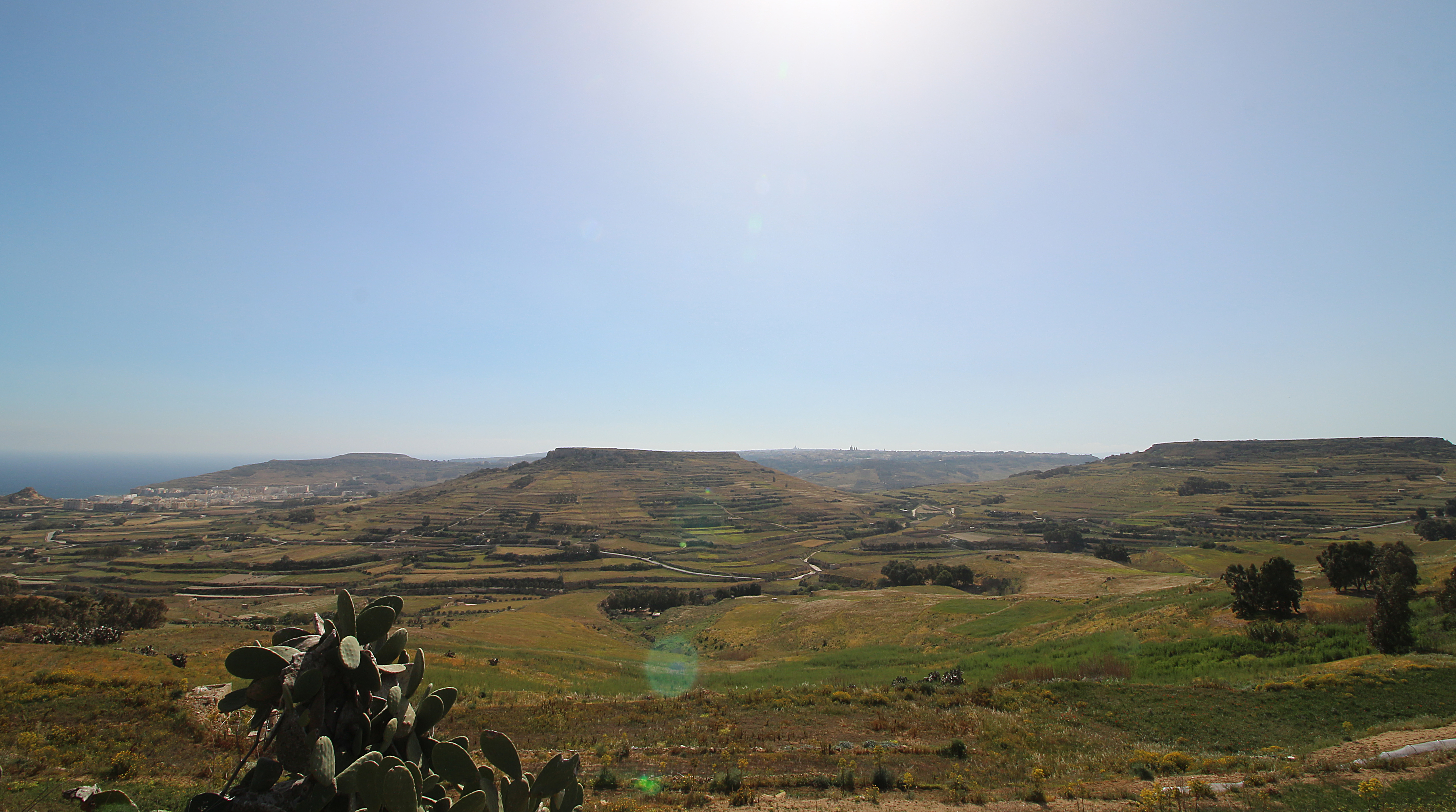
Landskap på Gozo.

Gozo (gammalarabiska Għawdex = glädje, uttalas áw-desh) är en ö i den maltesiska arkipelagen och den näst största efter huvudön Malta och ingår i nationen Malta. Gozo har en yta på 67 km² och hade år 2003 ett invånarantal på 30 750 varav 6 635 bodde i öns största stad Victoria, även kallad Rabat. (Rabat betyder "förstad" eller numer "förort", det finns även en Rabat på ön Malta.) Ön är förbunden med huvudön via bilfärja som går mellan Mġarr på Gozo och Ċirkewwa på Malta och med helikopterförbindelse till Maltas flygplats Luqa.
Ön kallas populärt även The Island of Calypso då ön är motsvarigheten till ön Ogygia i Homeros Odyssén där nymfen Kalypso höll kvar den grekiske hjälten Odysseus i sju långa år som en kärleksfånge.
På en höjd vid hamnen (Ras it-Tafal) i Mgarr ligger det imponerande Fort Chambray. Johanniterorden byggde fortet för 250 år sedan för att skydda stadens invånare mot inkräktare, i huvudsak från det Ottomanska imperiet. Idag är kustbatteriet och Garzes Tower som ingick i försvarsverket demolerade.
1979 påbörjades ett arbete med att konvertera fortet till ett turistkomplex, vilket aldrig fullt genomfördes då. I mitten av 1980-talet tömdes garnisonens kyrkogård, och kvarlevorna förflyttades till Santa Marias kyrkogård i Xewkija den 1 juli 1991. Gravstenarna finns kvar vid fortet på en avskild plats. Förstörelsen av fortets kyrkogård har av många kallats för en "kulturell vandalisering".
I januari 1993 påbörjades återigen arbetet med att bygga om delar av fortet till bostäder. Sedan dess har flera bostäder byggts och delar av bastionen har renoverats.